# 2MASS J02112827+1410039
2MASS J02112827+1410039 ist ein Brauner Zwerg im Sternbild Widder. Er wurde 2002 von Suzanne L. Hawley et al. entdeckt und gehört der Spektralklasse L1 an.